# مینزگوژه (استان سلیزیا سفلی)
مینزگوژه (به لاتین: Międzygórze) یک روستا در لهستان است که در گمینا بستژتسا کووزکا واقع شده‌است. مینزگوژه ۷۰۰ نفر جمعیت دارد.